# Ophidion scrippsae
Ophidion scrippsae är en fiskart som först beskrevs av Hubbs, 1916.  Ophidion scrippsae ingår i släktet Ophidion och familjen Ophidiidae. IUCN kategoriserar arten globalt som livskraftig. Inga underarter finns listade i Catalogue of Life.